# Olympische Sommerspiele 1948/Leichtathletik – 4 × 100 m (Frauen)

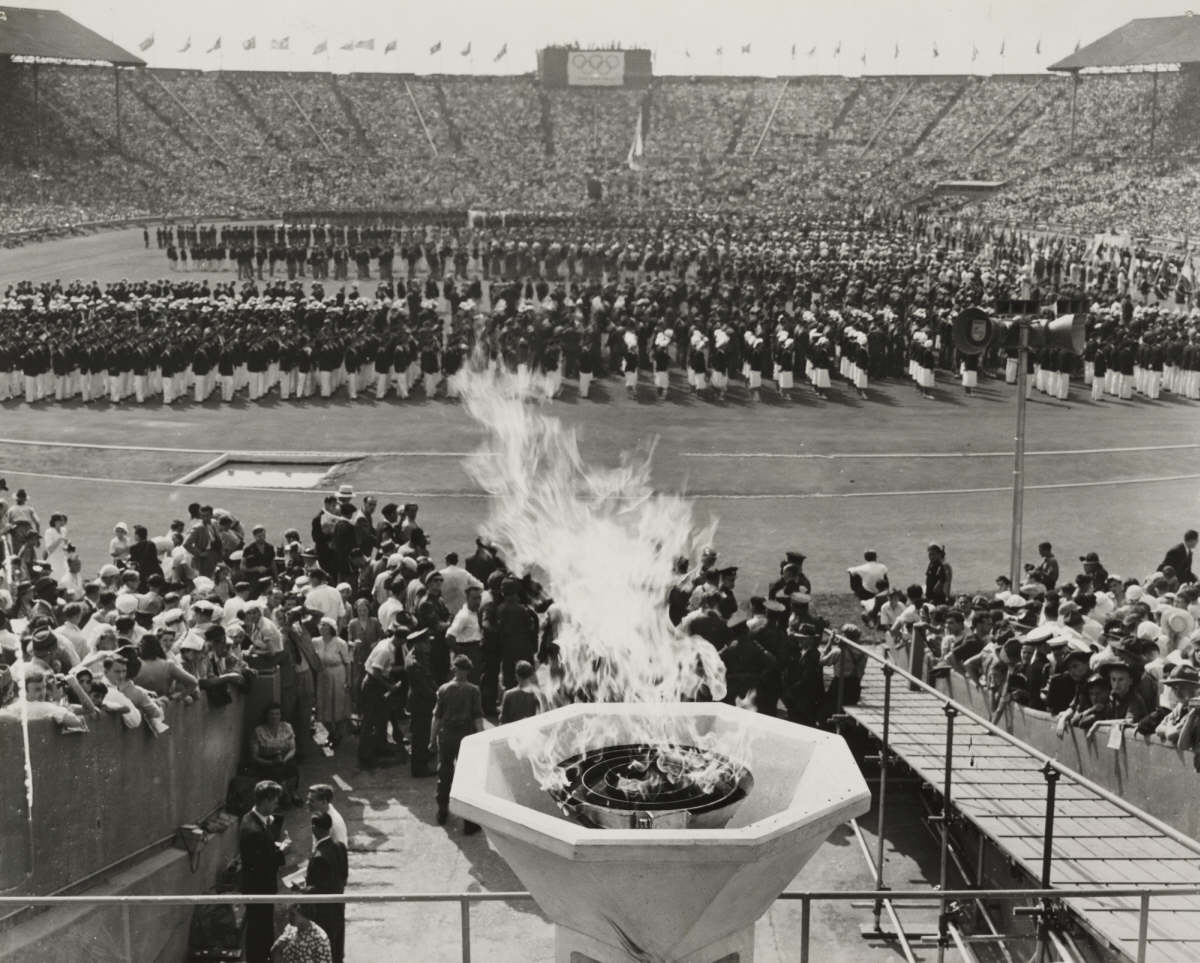
Eröffnungsfeier bei den Olympischen Spielen in London

Die 4-mal-100-Meter-Staffel der Frauen bei den Olympischen Spielen 1948 in London wurde am 7. August 1948 im Wembley-Stadion ausgetragen. Elf Staffeln mit 44 Athletinnen nahmen teil.
Das niederländische Team gewann die Goldmedaille mit Xenia Stad-de Jong, Nettie Witziers-Timmer, Gerda van der Kade-Koudijs und Fanny Blankers-Koen.
Silber ging an Australien in der Besetzung Shirley Strickland, June Maston, Betty McKinnon und Joyce King.
Bronze errang Kanada (Viola Myers, Nancy Mackay, Diane Foster, Patricia Jones).

## Bestehende Rekorde
| Weltrekord         | 46,4 s | Deutsches Reich (Emmy Albus, Käthe Krauß, Marie Dollinger, Ilse Dörffeldt) | Vorlauf OS Berlin, Deutsches Reich | 8. August 1936 |
| Olympischer Rekord | 46,4 s | Deutsches Reich (Emmy Albus, Käthe Krauß, Marie Dollinger, Ilse Dörffeldt) | Vorlauf OS Berlin, Deutsches Reich | 8. August 1936 |

Der bestehende Welt- und damit auch Olympiarekord wurde bei diesen Spielen nicht erreicht. Die siegreiche Staffel aus den Niederlanden verfehlte den Rekord im schnellsten Rennen, dem Finale, um 1,1 Sekunden.

## Durchführung des Wettbewerbs
Am 7. August fanden drei Vorläufe statt. Die jeweils zwei besten Staffeln – hellblau unterlegt – qualifizierten sich für das Finale am selben Tag.

## Vorläufe
7. August 1948, 15:15 Uhr

### Vorlauf 1
| Platz | Name       | Nation                                                             | Offiz. hand- gestoppte Zeit | Inoffiz. elek- tronische Zeit |
| ----- | ---------- | ------------------------------------------------------------------ | --------------------------- | ----------------------------- |
| 1     | Kanada     | Viola Myers Nancy Mackay Diane Foster Patricia Jones               | 47,9 s                      | 48,00 s                       |
| 2     | Australien | Shirley Strickland June Maston Betty McKinnon Joyce King           | 48,0 s                      | 48,06 s                       |
| 3     | Frankreich | Jeanine Toulouse Rosine Faugouin Liliane Sprécher Jeanine Moussier | 48,1 s                      | 48,10 s                       |
| 4     | Brasilien  | Benedicta de Oliveira Lucila Pini Melânia Luz Gertrudes Morg       | 49,0 s                      | 49,12 s                       |

### Vorlauf 2
| Platz | Name           | Nation                                                                    | Offiz. hand- gestoppte Zeit | Inoffiz. elek- tronische Zeit |
| ----- | -------------- | ------------------------------------------------------------------------- | --------------------------- | ----------------------------- |
| 1     | Großbritannien | Dorothy Manley Muriel Pletts Margaret Walker Maureen Gardner              | 48,4 s                      | 48,40 s                       |
| 2     | Österreich     | Grete Jenny Elfriede Steurer Grete Pavlousek Maria Oberbreyer             | 50,0 s                      | 50,21 s                       |
| 3     | Chile          | Marion Huber Beatriz Kretschmer Adriana Millard Annegret Weller-Schneider | 51,5 s                      | 51,68 s                       |
| DNF   | Italien        | Mirella Avalle Anna Maria Cantù Marcella Jeandeau Liliana Tagliaferri     |                             |                               |

### Vorlauf 3
| Platz | Name        | Nation                                                                                   | Offiz. hand- gestoppte Zeit | Inoffiz. elek- tronische Zeit |
| ----- | ----------- | ---------------------------------------------------------------------------------------- | --------------------------- | ----------------------------- |
| 1     | Niederlande | Xenia Stad-de Jong Nettie Witziers-Timmer Gerda van der Kade-Koudijs Fanny Blankers-Koen | 47,6 s                      | 47,60 s                       |
| 2     | Dänemark    | Grethe Lovsø Bente Bergendorff Birthe Nielsen Hildegard Nissen                           | 48,1 s                      | 48,10 s                       |
| 3     | USA         | Nell Jackson Theresa Manuel Audrey Patterson Mabel Walker                                | 48,5 s                      | 48,33 s                       |

## Finale
7. August 1948, 16:40:Uhr
| Platz | Name           | Nation                                                                                   | Offiz. hand- gestoppte Zeit | Inoffiz. elek- tronische Zeit |
| ----- | -------------- | ---------------------------------------------------------------------------------------- | --------------------------- | ----------------------------- |
| 1     | Niederlande    | Xenia Stad-de Jong Nettie Witziers-Timmer Gerda van der Kade-Koudijs Fanny Blankers-Koen | 47,5 s                      | 47,60 s                       |
| 2     | Australien     | Shirley Strickland June Maston Betty McKinnon Joyce King                                 | 47,6 s                      | 47,69 s                       |
| 3     | Kanada         | Viola Myers Nancy Mackay Diane Foster Patricia Jones                                     | 47,8 s                      | 48,08 s                       |
| 4     | Großbritannien | Dorothy Manley Muriel Pletts Margaret Walker Maureen Gardner                             | 48,0 s                      | 48,15 s                       |
| 5     | Dänemark       | Grethe Lovsø Bente Bergendorff Birthe Nielsen Hildegard Nissen                           | 48,2 s                      | 48,23 s                       |
| 6     | Österreich     | Grete Jenny Elfriede Steurer Grete Pavlousek Maria Oberbreyer                            | 49,2 s                      | 49,25 s                       |

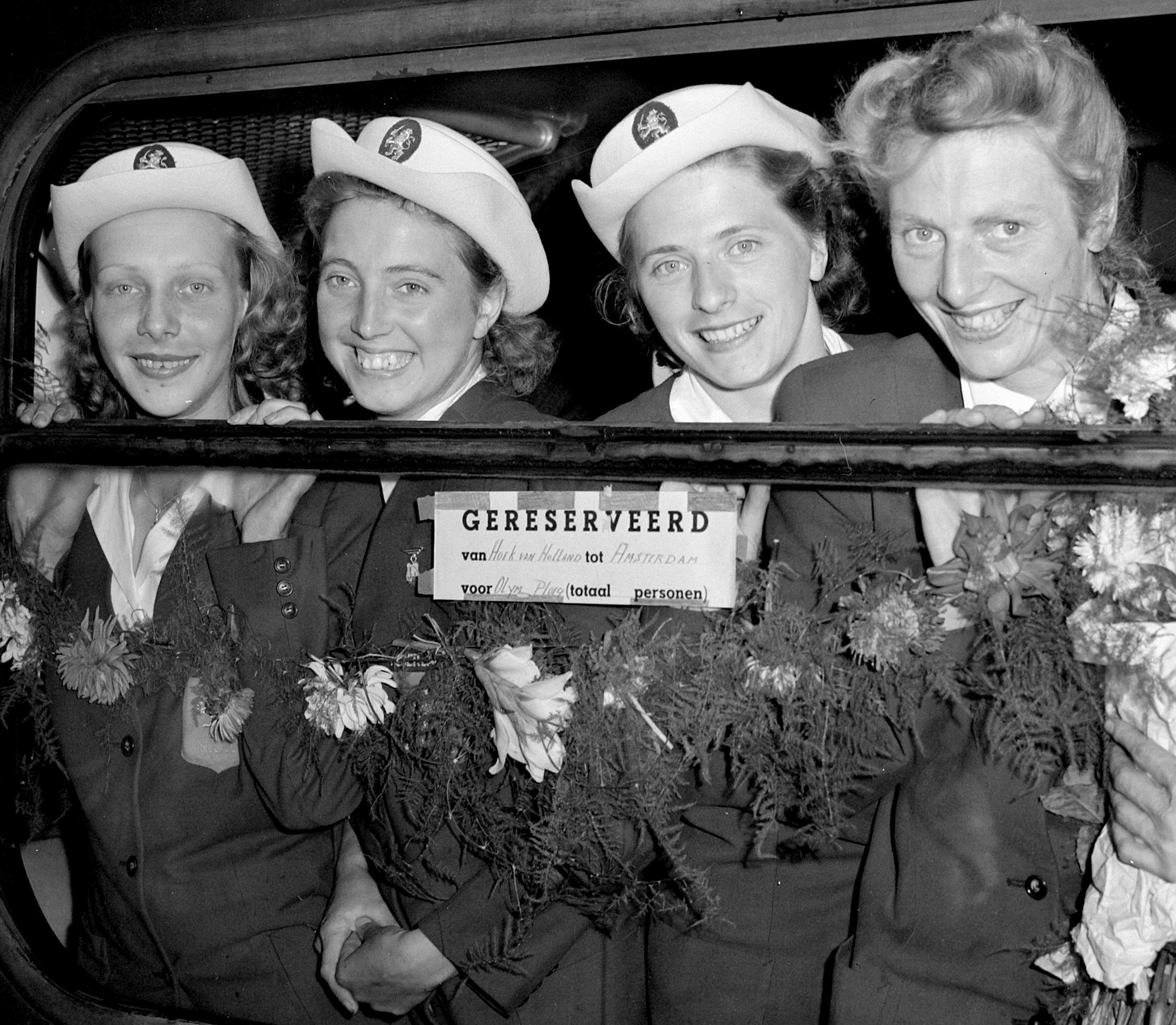
Die Olympiasiegerinnen kommen in Hoek van Holland an (v. l. n. r.): Xenia Stad-de Jong, Nettie Witziers-Timmer, Gerda van der Kade-Koudijs, Fanny Blankers-Koen

Im Finale lag das favorisierte Team aus den Niederlanden bis zum letzten Wechsel noch deutlich hinter Australien zurück. Schlussläuferin Fanny Blankers-Koen konnte jedoch die Australierin Joyce King abfangen und den Sieg knapp sichern. Der Welt- und Olympiarekord blieb unangetastet.
Für Fanny Blankers-Koen war es die vierte Goldmedaille bei den Londoner Spielen. Damit war sie in der Anzahl der Olympiasiege die erfolgreichste Sportlerin bei Olympischen Spielen.
Für die Niederlande war es der erste Olympiasieg und die erste Medaille. Auch Australien gewann die erste Medaille in der 4-mal-100-Meter-Staffel.

## Video
- London 1948 Olympics - Official Full Film, Bereich 48:24 min bis 49:46 min, youtube.com, abgerufen am 28. Juli 2021
- Fanny Blankers-Koen wins 4 golds at the 1948 Olympics, abgerufen am 24. August 2017